# 門上千恵子
門上 千恵子（かどがみ ちえこ、1914年12月8日 - 2007年8月6日）は、愛媛県出身の弁護士。日本における初めての女性検事。門上チエ子、門上チヱ子とも表記する。旧姓、福枡。論理学の東京経済大学名誉教授である門上秀叡は夫。三男の門上光照は京都造形芸術大学芸術学部教授。

## 経歴
愛媛県伊予郡松前町で米屋の長女として生まれる。愛媛県立松山高等女学校（現・愛媛県立松山南高等学校）から広島県立女子専門学校（現・県立広島大学）国文科を経て、1939年に九州帝国大学法文学部法律学科を卒業。在学中、1937年にはローマ法の研究で帝国学士院から賞を受ける。岡山県林野高等女学校（現・岡山県立林野高等学校）の英語教諭を経て、1940年に九州帝国大学へ戻り、1944年まで法律学研究室の副手（のち助手）として勤務。この間、1943年、現在の司法試験にあたる高等文官試験司法科試験に合格し上京。1944年、結婚により門上姓となる。戦前の日本では女性の検事任官が認められていなかったが、戦後、1949年11月15日、東京地方検察庁検事に任官。日本における女性検事第1号となる。1950年10月7日、婦人人権擁護同盟の結成に参加。千葉地方検察庁を経て東京地方裁判所に公判検事として勤務し、主に少年事件を担当していた。
1962年2月7日放送のクイズ番組「それは私です」（NHK総合テレビジョン）に出演。
1964年7月、三鷹市下連雀の自宅で高校生の長男が、同じく高校生の次男の頭を鉈で割って殺害する事件が起こる。「親と子は別個の人格」として、兄弟は同じ敷地内に建てられた離れで暮らし、家族で一緒に食事をすることもなかったため、両親は兄弟の対立に全く気づかなかった。この事件によって検事を退官する。
のち市川房枝の奨めを受けて、1965年に弁護士登録。東京都新宿区で門上チエ子法律事務所を開業。スーパーフリー事件の公判では主犯の弁護人を務めた。その他、覚醒剤の自己使用で起訴されたミュージシャン岡村靖幸の裁判（2005年）でも弁護人を担当するなど、90歳を過ぎても現役の弁護士として活動していたが、2007年8月、大腸癌のため東京都内の自宅で死去した。

## 著書
- 『愛は法をこえて』（東西文明社、1952年）
- 『女性犯罪』（春秋社、1952年）

## 関連文献
- 『女たちの20世紀・100人 ―姉妹たちよ』（集英社、1999年）